# Rio Crestătura
O Rio Crestătura é um rio da Romênia, afluente do Râul Mare, localizado no distrito de Alba.